# Capital Bra
Capital Bra (vlastním jménem Vladislav Balovatsky, v ukrajinštině Владислав Баловацький; * 23. listopadu 1994 Sibiř, Rusko) je německý rapper ukrajinského původu.

## Osobní život
Vladislav Balovatsky se narodil roku 1994 v malém a neznámém sibiřském městě ukrajinským rodičům, kteří zde pracovali v ropné společnosti. V raném dětství se kvůli ekonomické situaci přestěhovali do průmyslového ukrajinského města Dnipro, kde také vyrůstal. V roce 2001 se jeho matka rozhodla, že se rodina přestěhuje pro lepší život do německého Alt-Hohenschönhausen nedaleko Berlína. Jeho otec zůstal na Ukrajině.
Zde prožil svoje dospívání a dokončil základní školu. Určité období hrál i ve fotbalovém klubu Berliner FC Dynamo. Během nástupu na střední školu se začal zajímat o hudbu a v roce 2009 natočil na YouTube pod pseudonymem Smia One své první video. Proslavil se v undergroundové youtubové show pro rapové souboje Rap am Mittwoch, kdy v lednu 2019 jeho největší souboj mělo zhlédnutí až 7,8 milionu diváků. V březnu 2009 vydal na YouTube svůj první single Bra.

## Osobní názory
Balovatsky v rozhovoru pro web HipHop.de uvedl, že kritizuje extremistické názory pravicové strany Alternativy pro Německo (AfD), sám se přirovnal k ruskému prezidentovi Vladimiru Putinovi a v několika písních dle jeho slov přímo kritizuje politiku USA. Ve svém singlu z r. 2014 pod názvem Kein Krieg in der Ukraine kritizuje podporu Ruska a vyzývá k míru.
V rozhovoru pro kanál STRG_F na YouTube varoval v rozhovoru před nebezpečím drog, zejména pak drogou Tilidin.

## Diskografie
- Kuku Bra (2016)
- Makarov Komplex (2017)
- Blyat (2017)
- Berlin lebt (2018)
- Allein (2018)
- CB6 (2019)
- Berlin lebt 2 (2019)
- CB7 (2020)
- 8 (2022)

## Ocenění a nominace
| Rok  | Ocenění            | Nominace                    | Dílo                                               | Výsledek  | Ref.   |
| ---- | ------------------ | --------------------------- | -------------------------------------------------- | --------- | ------ |
| 2018 | HipHop.de Awards   | Best Album National         | Berlin lebt                                        | nominace  | [ 9 ]  |
| 2018 | HipHop.de Awards   | Best Song National          | Neymar (with Ufo361)                               | nominace  | [ 9 ]  |
| 2018 | HipHop.de Awards   | Best Line                   | Für euch alle                                      | nominace  | [ 9 ]  |
| 2018 | HipHop.de Awards   | Best Rap-Solo-Act National  | Himself                                            | vítězství | [ 9 ]  |
| 2018 | HipHop.de Awards   | Best Song National          | Chinchilla (with Summer Cem, KC Rebell)            | nominace  | [ 9 ]  |
| 2019 | 1Live Krone Awards | Best Single                 | 110 (with Samra, LEA)                              | nominace  | [ 10 ] |
| 2019 | 1Live Krone Awards | Best Hip-Hop Act            | Capital Bra & Samra                                | nominace  | [ 10 ] |
| 2019 | HipHop.de Awards   | Best Song National          | DNA (with KC Rebell, Summer Cem)                   | nominace  | [ 11 ] |
| 2019 | HipHop.de Awards   | Best Song National          | Wieder Lila (with Samra)                           | nominace  | [ 11 ] |
| 2019 | HipHop.de Awards   | Best Video National         | Royal Rumble (with Luciano, Kalazh44, Nimo, Samra) | nominace  | [ 11 ] |
| 2019 | HipHop.de Awards   | Best Group National         | Capital Bra & Samra                                | vítězství | [ 11 ] |
| 2019 | HipHop.de Awards   | Best Rap-Solo Act National  | Himself                                            | vítězství | [ 11 ] |
| 2019 | Bravo Otto Awards  | Hip-Hop National            | Himself                                            | 3 místo   | [ 12 ] |
| 2019 | Hype Awards        | Male Artist                 | Himself                                            | nominace  | [ 13 ] |
| 2020 | Swiss Music Awards | Best Solo Act International | Himself                                            | nominace  | [ 14 ] |
| 2020 | Swiss Music Awards | Best Group International    | Capital Bra & Samra                                | nominace  | [ 14 ] |
| 2020 | Bravo Otto Awards  | Hip-Hop National            | Himself                                            | nominace  | [ 15 ] |
| 2020 | 1Live Krone Awards | Best Hip-Hop Act            | Himself                                            | nominace  |        |
| 2020 | HipHop.de Awards   | Best Video National         | Einsam an der Spitze                               | nominace  | [ 16 ] |
| 2020 | HipHop.de Awards   | Best Line                   | Makarov Komplex II                                 | nominace  | [ 16 ] |
| 2020 | HipHop.de Awards   | Best Rap-Solo-Act National  | Himself                                            | nominace  | [ 16 ] |
| 2021 | Swiss Music Awards | Best Hit                    | Nicht verdient (with Loredana)                     | nominace  |        |
| 2021 | Bravo Otto Awards  | Hip-Hop national            | Himself                                            | nominace  | [ 17 ] |
| 2021 | HipHop.de Awards   | Best Song National          | No Comprendo (with Jamule)                         | nominace  | [ 18 ] |
| 2021 | HipHop.de Awards   | Best Line                   | Die Wahrheit ist kein Hit                          | nominace  | [ 18 ] |